# باریکه گاوسی

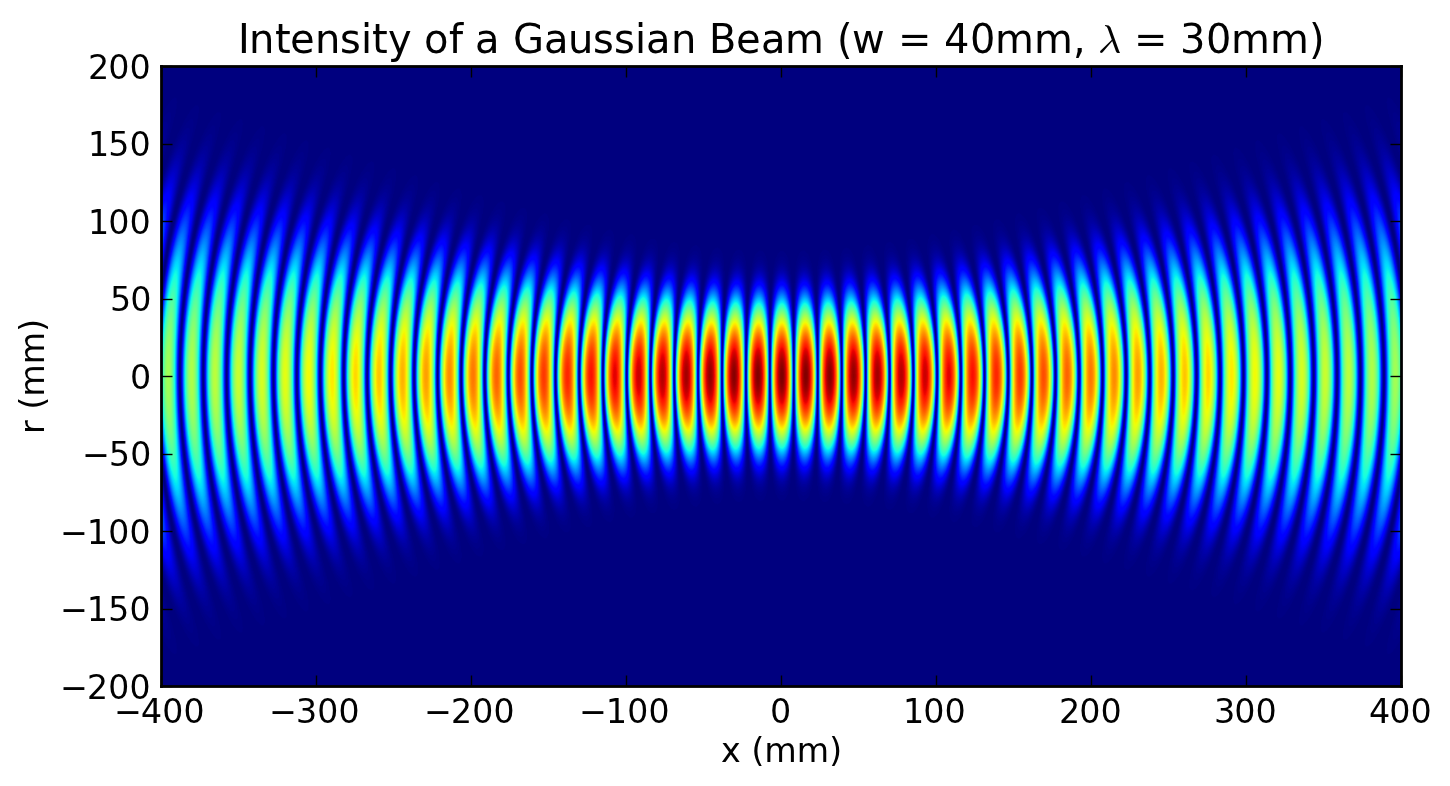
مقدار مطلق آنی بخش حقیقی دامنه میدان الکتریکی یک باریکه گاوسی TEM_{00}، ناحیه کانونی. درحال نمایش بنابراین با دو قله برای هر جبهه موج مثبت.

بالا: نیم‌نمای شدت عرضی یک باریکه گاوسی که در خارج از صفحه منتشر می‌شود. منحنی آبی: دامنه میدان الکتریکی (یا مغناطیسی) برحسب موقعیت شعاعی از محور باریکه. منحنی سیاه شدت متناظر است.

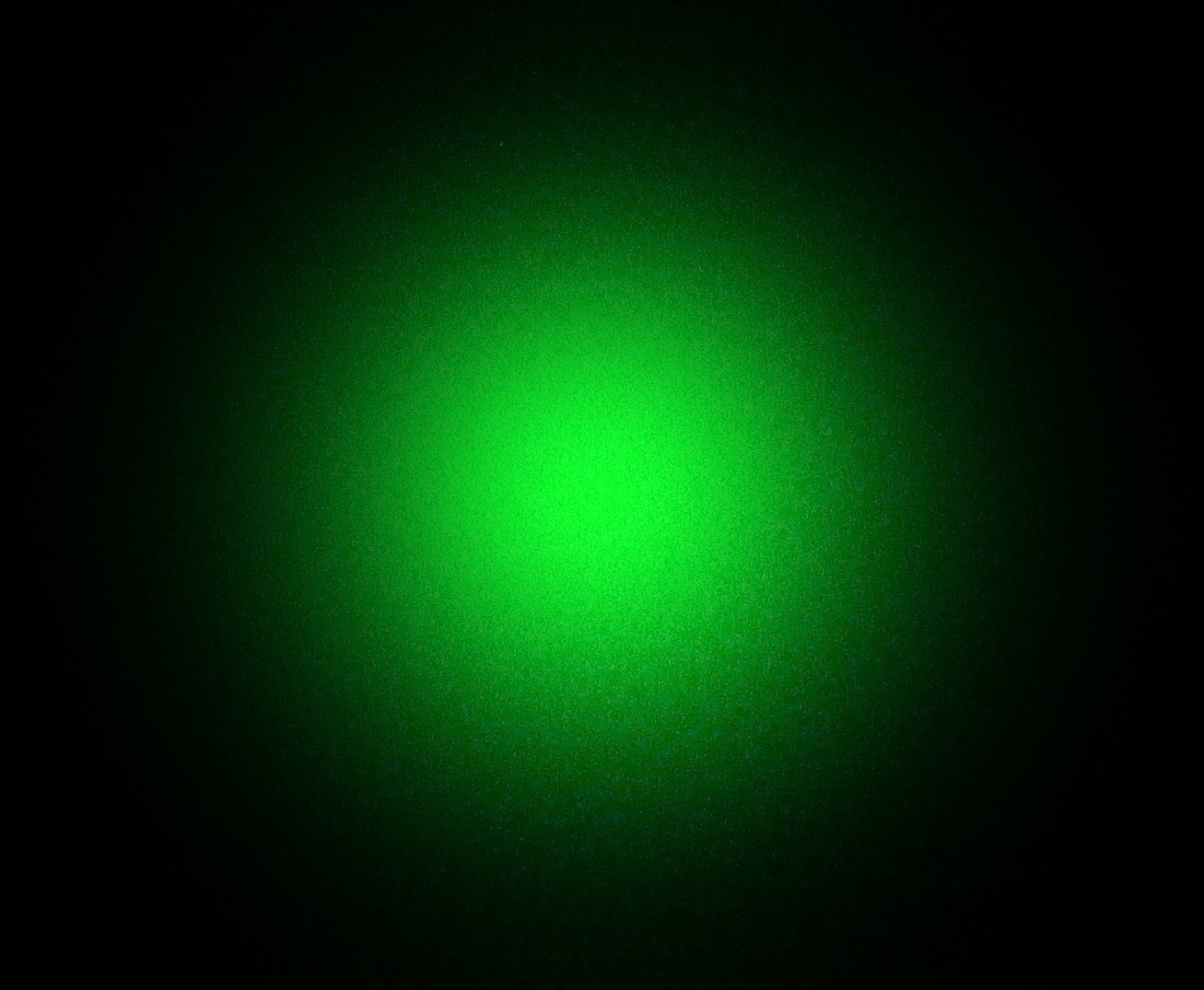
نمایه باریکه اشاره‌گر لیزری سبز رنگ ۵ میلی‌واتی که نیم‌نمای TEM_{00} را نشان می‌دهد.

در اپتیک، باریکه گاوسی (به انگلیسی: Gaussian beam) باریکه‌ای از تابش الکترومغناطیسی با تک‌فامی بالا است که پوش دامنه آن در صفحه عرضی با تابع گاوسی به دست می‌آید. این همچنین دلالت بر نمایه شدت (چگالی تابش) گاوسی دارد. این مُد گاوسی عرضی اصلی (یا TEM00) خروجی مورد نظر اکثر لیزرها (و نه همه) را توصیف می‌کند، زیرا چنین باریکه‌ای می‌تواند به متمرکزترین نقطه متمرکز شود. هنگامی که چنین باریکه‌ای توسط یک عدسی مجدداً فوکوس می‌شود، وابستگی فاز عرضی تغییر می‌کند. این منجر به یک باریکه گاوسی متفاوت می‌شود. نیم‌نمای دامنه میدان الکتریکی و مغناطیسی در امتداد هر باریکه دایره‌ای گاوسی (برای طول‌موج و قطبش معین) توسط یک تک پارامتر مشخص می‌شود: به اصطلاح کمر w0. در هر موقعیت z نسبت به کمر (تمرکز) در امتداد باریکه با w0 مشخص‌شده، دامنه و فازهای میدان بدینوسیله به شرح زیر تعیین می‌شوند.
راه‌حل‌های دلخواه معادله هلمهولتز پیرامحوری را می‌توان به صورت ترکیبی از مدهای هرمیتی-گاوسی (که نیم‌نماهای دامنه با استفاده از مختصات دکارتی در x و y تفکیک‌پذیر هستند)، مدهای لاگر-گاوسی (که نیم‌نماهای دامنه در مختصات استوانه‌ای r و θ تفکیک‌پذیر هستند) بیان کرد. یا به‌طور مشابه به‌عنوان ترکیبی از مدهای اینس-گاوسی (که نمایه‌های دامنه در ξ و η با استفاده از مختصات بیضوی تفکیک‌پذیر هستند).

## فرم ریاضی

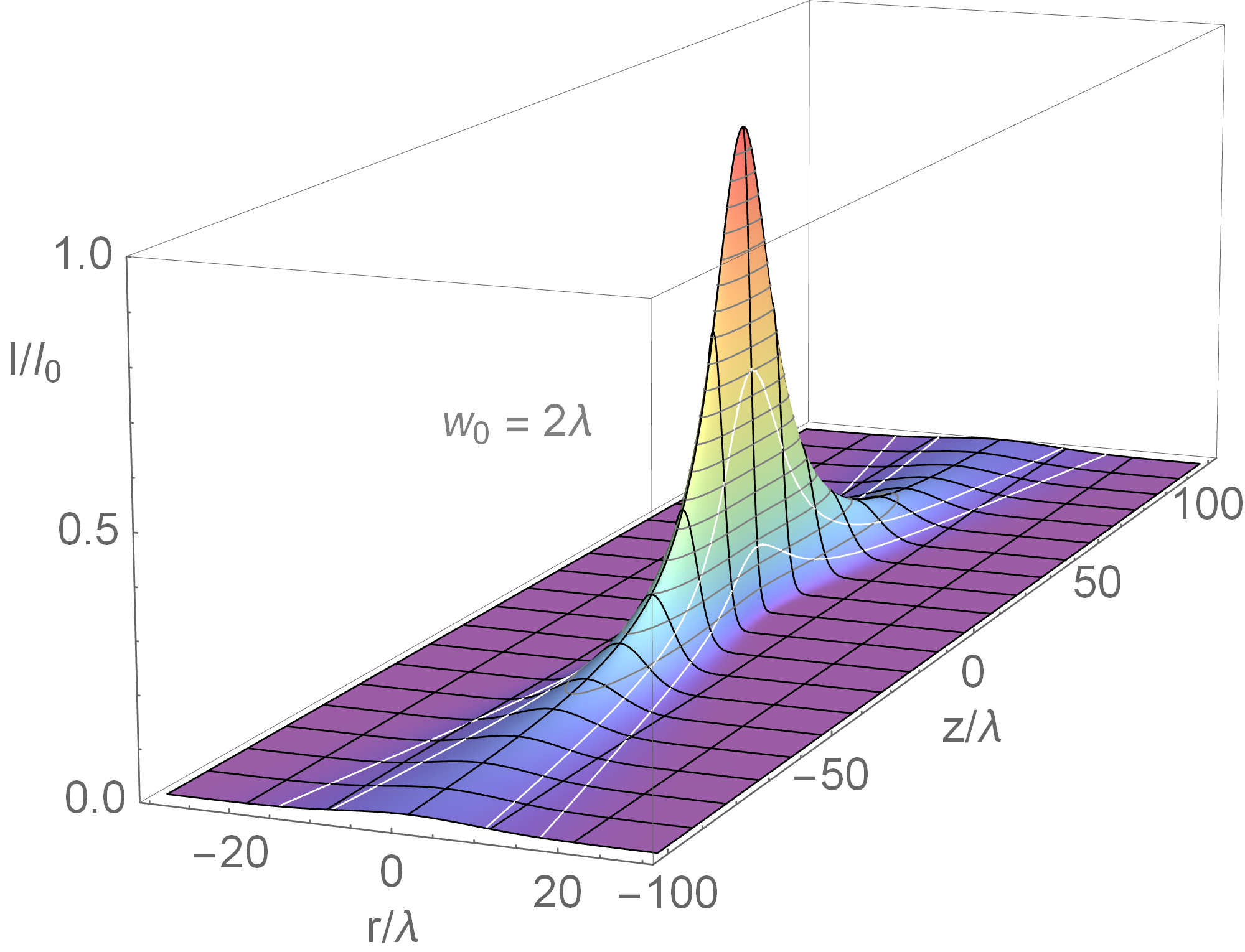
نمایه باریکهٔ گاوسی با.

باریکه گاوسی یک مد الکترومغناطیسی عرضی (TEM) است. عبارت ریاضی دامنه میدان الکتریکی جوابی برای معادله هلمهولتز پیرامحوری است. با فرض قطبش در جهت x و انتشار در جهت +z، میدان الکتریکی در نماد فازور (مختلط) به صورت زیر به‌دست می‌آید:{\displaystyle {\mathbf {E} (r,z)}=E_{0}\,{\hat {\mathbf {x} }}\,{\frac {w_{0}}{w(z)}}\exp \left({\frac {-r^{2}}{w(z)^{2}}}\right)\exp \left(\!-i\left(kz+k{\frac {r^{2}}{2R(z)}}-\psi (z)\right)\!\right)}که
- r فاصله شعاعی از محور مرکزی باریکه است،
- z فاصله محوری از کانون باریکه (یا "کمر") است.
- i یکه موهومی است،
- k = ۲πn/λ عدد موج (برحسب رادیان بر متر) برای طول موج فضای آزاد λ است و n ضریب شکست محیطی است که باریکه در آن منتشر می‌شود،
- E0 = E(0, 0), دامنه میدان الکتریکی (و فاز) در مبدأ (r = ۰، z = ۰)،
- w(z) شعاعی است که در آن دامنه میدان به 1/e از مقادیر محوری خود می‌رسد (یعنی جایی که مقادیر شدت به 1/e2 از مقادیر محوری خود می‌رسد)، در صفحه z در امتداد باریکه،
- w0 = w(0) شعاع کمر است،
- R(z) شعاع انحنای جبهه موج باریکه در z است و
- ψ(z) فاز گویی در z است، جمله فاز اضافی فراتر که مربوط به سرعت فاز نور است.

همچنین یک وابستگی زمانی قابل درک وجود دارد eiωt کمیت‌های فازوری را ضرب می‌کند. میدان واقعی در یک نقطه از زمان و مکان توسط بخش حقیقی آن کمیت مختلط به‌دست می‌آید. این عامل زمان شامل یک قرارداد علامت دلخواه است.
از آنجایی که این جواب به تقریب پیرامحوری (به انگلیسی: paraxial) متکی است، برای باریکههای بسیار واگرا دقیق نیست. فرم فوق در بیشتر موارد عملی معتبر است، جایی که w0 ≫ λ/n.
توزیع شدت (یا چگالی تابش) مربوطه توسط{\displaystyle I(r,z)={|E(r,z)|^{2} \over 2\eta }=I_{0}\left({\frac {w_{0}}{w(z)}}\right)^{2}\exp \left({\frac {-2r^{2}}{w(z)^{2}}}\right),}که در آن ثابت η امپدانس موج محیطی است که باریکه در آن منتشر می‌شود. برای فضای آزاد، η = η0 ≈ ۳۷۷ Ω. I0 = الگو:Mabs2/2η شدت در مرکز باریکه در کمر آن است.
اگر P0 توان کل باریکه باشد،{\displaystyle I_{0}={2P_{0} \over \pi w_{0}^{2}}.}

### عرض باریکه درحال‌گسترش

تابع گاوسی دارای قطر (همان‌طور که در متن استفاده شده‌است) حدود ۱٫۷ برابر اف‌دبلیواچ‌ام است.

در موقعیت z در امتداد باریکه (اندازه‌گیری شده از کانون)، پارامتر اندازه نقطه w توسط یک رابطه هذلولی داده می‌شود:{\displaystyle w(z)=w_{0}\,{\sqrt {1+{\left({\frac {z}{z_{\mathrm {R} }}}\right)}^{2}}},}در اینجا{\displaystyle z_{\mathrm {R} }={\frac {\pi w_{0}^{2}n}{\lambda }}}این محدوده ریلی نامیده می‌شود و {\displaystyle n} ضریب شکست محیط است.
شعاع باریکه w(z)، در هر موقعیت z در امتداد باریکه، مربوط به پهنا کل در در نصف بیشینه (FWHM) توزیع شدت در آن موقعیت بر اساس: {\displaystyle w(z)={\frac {{\text{FWHM}}(z)}{\sqrt {2\ln 2}}}.}

### فاز گویی
فاز گویی یک پیشروی فاز است که به تدریج توسط یک باریکه در اطراف ناحیه کانونی به‌دست می‌آید. در موقعیت z فاز گویی یک باریکه گاوسی اساسی به‌دست می‌آید با {\displaystyle \psi (z)=\arctan \left({\frac {z}{z_{\mathrm {R} }}}\right).}

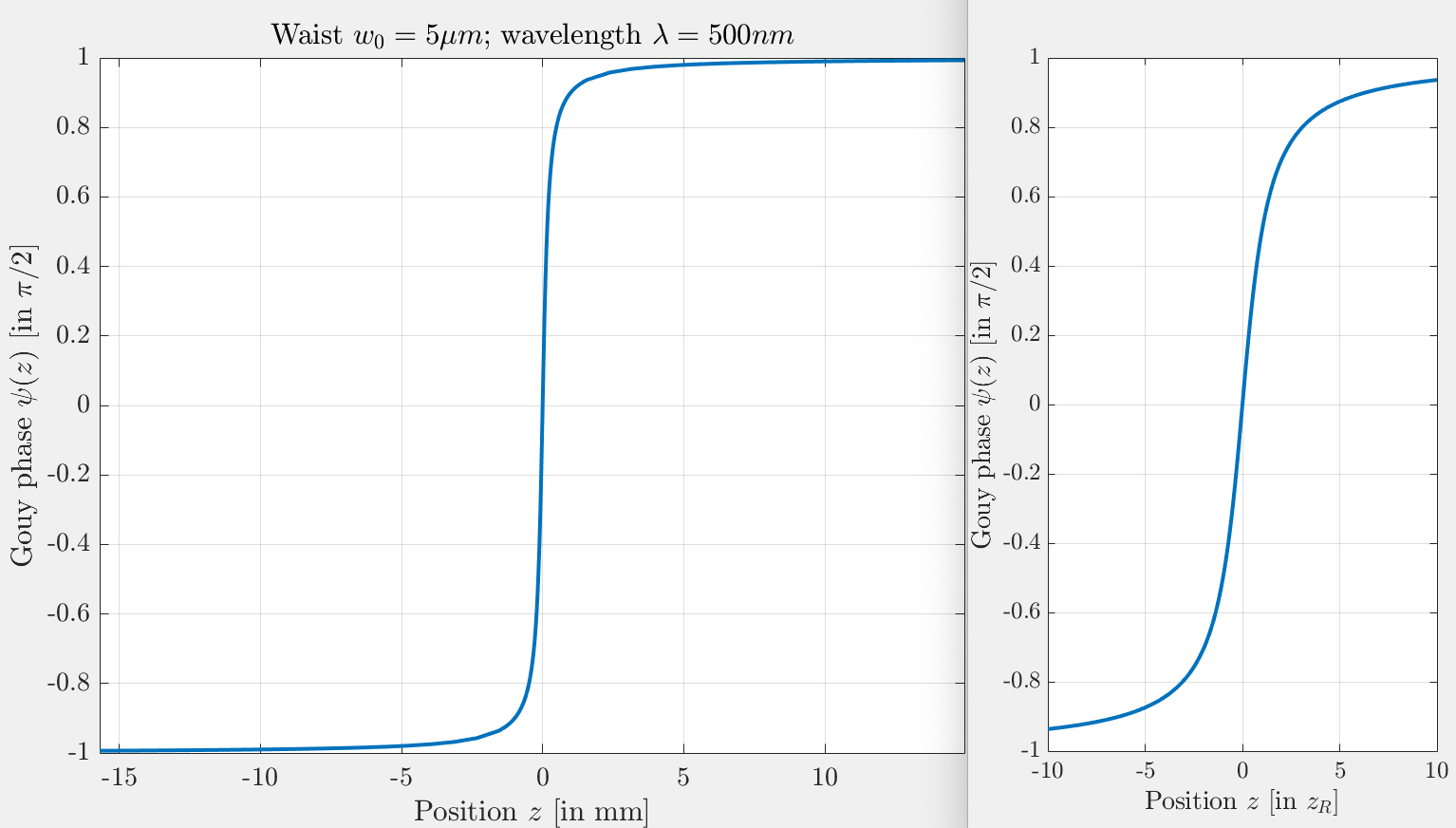
فاز گویی.

## پارامترهای باریکه
وابستگی هندسی میدان‌های یک باریکه گاوسی توسط طول‌موج نور λ (در محیط دی‌الکتریک، اگر فضای آزاد نباشد) و پارامترهای باریکه زیر کنترل می‌شود

### کمر باریکه

پهنای باریکه گاوسی به عنوان تابعی از فاصله z در امتداد باریکه، که هذلولی را تشکیل می‌دهد. : کمر باریکه؛ b: عمق تمرکز؛ : محدوده رایلی. Θ: پخش زاویه کل

شکل یک باریکه گاوسی با طول موج معین λ تنها توسط یک پارامتر کنترل می‌شود، کمر باریکه w0.

### محدوده ریلی و پارامتر هم‌کانونی
فاصله ریلی یا محدوده ریلی zR با توجه به اندازه کمر باریکه گاوسی تعیین می‌شود:{\displaystyle z_{\mathrm {R} }={\frac {\pi w_{0}^{2}n}{\lambda }}.}در اینجا λ طول موج نور و n ضریب شکست است. در فاصله ای از کمر برابر با محدوده ریلی zR، عرض w باریکه √2 بزرگتر از آن است که در کانون w = w0، کمر باریکه قرار دارد. این همچنین به این معنی است که شدت روی محور (r = ۰) یک نیمی از شدت اوج (در z = ۰) است. آن نقطه در امتداد باریکه نیز اتفاقاً جایی است که انحنای جبهه موج (1/R) بیشترین است.
فاصله بین دو نقطه z = ±zR پارامتر هم‌کانونی یا عمق تمرکز باریکه نامیده می‌شود.

### واگرایی باریکه
اگرچه دم یک تابع گاوسی در واقع هرگز به صفر نمی‌رسد، برای اهداف بحث زیر "لبه" یک باریکه شعاع در نظر گرفته می‌شود که r = w(z). اینجاست که شدت به 1/e2 مقدار روی محور آن کاهش یافته‌است. اکنون برای z ≫ zR پارامتر w(z) به صورت خطی با z افزایش می‌یابد. این بدان معنی است که دور از کمر، باریکه "لبه" (به معنای بالا) مخروطی شکل است. زاویه بین آن مخروط (که r = w(z)) و محور باریکه (r = ۰) واگرایی باریکه را مشخص می‌کند:{\displaystyle \theta =\lim _{z\to \infty }\arctan \left({\frac {w(z)}{z}}\right).}در حالت پیرامحوری، همان‌طور که در نظر گرفتیم، θ (بر حسب رادیان) تقریباً است.{\displaystyle \theta ={\frac {\lambda }{\pi nw_{0}}}}که در آن n ضریب شکست محیطی است که باریکه در آن منتشر می‌شود و λ طول موج فضای آزاد است. سپس کل گستردگی زاویه ای باریکه واگرا، یا زاویه راس مخروط توصیف شده در بالا، با{\displaystyle \Theta =2\theta \,.}سپس آن مخروط حاوی ۸۶ درصد از کل توان باریکه گاوسی است.

## توان و شدت

### توان از طریق دریچه
با باریکهی متمرکز بر دریچه، توان P که از دایره‌ای به شعاع r در صفحه عرضی در موقعیت z می‌گذرد، است:{\displaystyle P(r,z)=P_{0}\left[1-e^{-2r^{2}/w^{2}(z)}\right],}دراینجا{\displaystyle P_{0}={\frac {1}{2}}\pi I_{0}w_{0}^{2}}کل توان منتقل شده توسط باریکه است.
برای دایره ای با شعاع r = w(z)، کسر توان منتقل شده از دایره برابر است با{\displaystyle {\frac {P(z)}{P_{0}}}=1-e^{-2}\approx 0.865.}به‌طور مشابه، حدود ۹۰٪ از توان باریکه از طریق یک دایره با شعاع r = ۱٫۰۷ × w(z)، ۹۵٪ از طریق یک دایره با شعاع r = ۱٫۲۲۴ × w(z) و ۹۹٪ از طریق یک دایره با شعاع r = ۱٫۵۲ × w(z) جریان می‌یابد.

### شدت اوج
شدت اوج در فاصله محوری z از کمر باریکه را می‌توان به عنوان حد توان محصور در دایره ای به شعاع r محاسبه کرد که با کوچک شدن دایره بر مساحت دایره πr2 تقسیم می‌شود:{\displaystyle I(0,z)=\lim _{r\to 0}{\frac {P_{0}\left[1-e^{-2r^{2}/w^{2}(z)}\right]}{\pi r^{2}}}.}محدودیت را می‌توان با استفاده از قاعده هوپیتال ارزیابی کرد:{\displaystyle I(0,z)={\frac {P_{0}}{\pi }}\lim _{r\to 0}{\frac {\left[-(-2)(2r)e^{-2r^{2}/w^{2}(z)}\right]}{w^{2}(z)(2r)}}={2P_{0} \over \pi w^{2}(z)}.}

## یادداشت
1. 1 2 3 4 5 6 7  Svelto, pp. 153–5.
2. ↑  Siegman, p. 642.
3. ↑  probably first considered by Goubau and Schwering (1961).
4. ↑  Bandres and Gutierrez-Vega (2004)
5. ↑  Svelto, p. 158.
6. ↑  Hill, Dan (April 4, 2007). "How to Convert FWHM Measurements to 1/e-Squared Halfwidths". Radiant Zemax Knowledge Base. Archived from the original on 4 March 2016. Retrieved June 7, 2016.
7. ↑  Brorson, S.D. (1988). "What is the confocal parameter?". IEEE Journal of Quantum Electronics. 24 (3): 512–515. Bibcode:1988IJQE...24..512B. doi:10.1109/3.155.
8. 1 2  «Melles Griot. Gaussian Beam Optics» (PDF). بایگانی‌شده از اصلی (PDF) در ۴ مارس ۲۰۱۶. دریافت‌شده در ۱ ژوئن ۲۰۲۳.